# Морально-психологічний стан
Морально-психологічний стан особового складу – це
1. сукупність душевних переживань, які генеруються на чуттєвому рівні психіки людини при взаємодії з об’єктивною дійсністю та усвідомленні особистісних якостей і через систему психологічного захисту активно впливають на психічне здоров’я військовослужбовців та проявляються у моральній діяльності (Іллюк О.О.) [с. 83][1]
2. цілісне, визначальне морально-психологічне явище, яке є похідним від інтегрованої єдності й взаємодії духовних, моральних, морально-психо-логічних, політичних, національних, соціальних, економічних, військово-службо-вих, навчально-бойових (у воєнний час бойових), інших соціально-психологічних і психологічних чинників, котрі інтеграційно відображаються в їх соціальній психіці у вигляді певних морально-психологічних стереотипів, спрямовуючих його діяльність і поведінку (Варій М. Й.) [с. 16][2]
3. інтегральний показник, що характеризує ступінь задоволеності особового складу підрозділу зовнішніми і внутрішніми умовами життєдіяльності та рівень його індивідуальної і групової (колективної) готовності до діяльності за штатним призначенням в звичайних та екстремальних умовах у даний час і в конкретній обстановці (Зельницький В.А.) [с. 20][2]
4. цілісна, інтегральна сукупність політичних, духовних цінностей і позицій, потреб і інтересів, почуттів, які переважають і домінують в свідомості військовослужбовців у даний час чи протягом його певного проміжку (Московчук Ю.А.) [с. 23][2]

Ключовим словом у словосполученні “морально-психологічний стан” є поняття “психіка”. У словнику С. І. Ожегова (1970 р. вид.) поняття “психіка” тлумачиться як сукупність душевних переживань, як відображення у свідомості об’єктивної дійсності, душевний склад, властивий кому-небудь. Свідомість – це вища, властива лише людині форма відображення об’єктивної дійсності. Отже, свідомість людини – це форма відображення об’єктивної дійсності; моральний дух є вираженням раціонального рівня свідомості людини; морально-психологічний стан є вираженням чуттєвого рівня свідомості людини [с. 128, 129].
Головним регулятивом і метою чуттєвої сфери свідомості є те, що З. Фрейд свого часу назвав “принципом задоволення” і цінності (краса, правда і справедливість) як форма узгодження предметної дійсності з нашими духовними цілями і значеннями. Задоволення чи незадоволення генерують у людини відповідні душевні переживання. Категорію “переживання” багато військових психологів розглядають як психологічні стани. Душевні переживання особового складу проявляються у моральній діяльності. Отже, категорія “морально-психологічний стан” є відображенням чуттєвих якостей особового складу, що формуються переважно на чуттєвому рівні психіки і проявляються у моральній діяльності військовослужбовців [с. 20].
Морально-психологічний стан особового складу як і моральний дух особового складу, є одним із складників людського фактора військових формувань (частин, підрозділів) [с. 207].

## Методологічні засади сутності морально-психологічного стану
Методологічними засадами сутності людського фактора військових формувань та його складників – морального духу і морально-психологічного стану особового складу, є такі положення:
- раціональний і чуттєвий рівні відображення психікою людини об’єктивної дійсності;
- раціональний і чуттєвий рівні психіки людини;
- раціональний і чуттєвий розподіл функцій півкуль головного мозку людини;
- структурні компоненти психіки людини (свідомість, несвідоме і надсвідоме);
- раціональна (мотиваційно-вольова), чуттєва (емоційна) та ейдетична форми свідомості людини;
- визначення структурним компонентом свідомості людини самосвідомості;
- джерела свідомості людини;
- особливості структурних компонентів несвідомого у психіці людини і їх вплив на свідомість;
- суспільна природа свідомості людини; структура (компоненти) суспільної свідомості [с. 21][3].

Раціональні (мотиваційно-вольові) якості особового складу позначаються категорією “моральний дух”, чуттєві (емоційні) – категорією “морально-психологічний стан”, ейдетичні якості (єдність раціональних і чуттєвих якостей) – категорією “людський фактор” [с. 77, 78].
Моральний дух характеризує мотиваційно-вольові:  фундаментальні, стійкі, довготривалі  якості особового складу, а морально-психологічний стан – емоційні:  мінливі, не довготривалі, ситуативні  [с. 78].

## Складники морально-психологічного стану
Складники морально-психологічного стану – це основні взаємозалежні чинники чуттєвих (емоційних) якостей військовослужбовців, що визначені відповідно до ефективності впливу на формування їх особистісного механізму психологічного захисту, функціонального призначення, тривалості дії та ціннісного значення для життєдіяльності особового складу [с. 133].
Складниками морально-психологічного стану є:
- демографічний – включає фактори: віковий – життєвий досвід (кількість прожитих років), освітній – наявність освіти, сімейний – сімейний стан, календарної військової вислуги, досвіду дій в екстремальних умовах;
- особистісний – включає фактори, що визначають задоволення військовослужбовця своїми особистісними якостями: пам’яттю, характером, темпераментом, здібностями, фізичним здоров’ям;
- службовий – включає фактори, що визначають задоволення військовослужбовців: службою у військовій структурі, посадою, надійністю зброї і бойової техніки, станом дисципліни, особистою професійною підготовкою;
- моральний – включає фактори, що визначають задоволення особового складу морально-етичними чинниками: відносинами між військовослужбовцями, справедливістю командирів (начальників), ставленням особового складу до місцевого населення; поведінкою військовослужбовців у громадських місцях, особистим зовнішнім виглядом;
- природно-кліматичний – включає фактори, що визначають задоволення особового складу природними та кліматичними умовами служби і умовами виконання службово-бойових та навчальних завдань: природа, клімат, екологія, погода, пора року [с. 65][5].

Фактори складників морально-психологічного стану – це структурні компоненти основних детермінантів чуттєвих (емоційних) якостей особового складу, які виражають суттєві ознаки цих чинників, забезпечують оптимальну ефективність формуючого впливу і нейтралізації внутрішніх та зовнішніх загроз [с. 133].
До змісту наведених складників морально-психологічного стану особового складу можна додати й інші фактори, але до критеріальної бази взяті лише ті, які виражають основні, суттєві ознаки, є характерними для всіх категорій військовослужбовців, а їх дослідження не потребує спеціальних умов, тривалих та складних обчислень. У разі поглибленого дослідження морально-психологічного стану особового складу невеликих підрозділів і обслуг можна зважати й на другорядні фактори [с. 65].

## Класифікація рівнів морально-психологічного стану
Залежно від отриманих показників (за 100 бальною шкалою оцінюванн) рівень морально-психологічного стану особового складу (РМПС) класифікується як “високий”, “середній”, “низький”, “загрозливий”, зокрема:
- “високий”, якщо РМПС [100…67,1];
- “середній”, якщо РМПС [67…50,1];
- “низький”, якщо РМПС [50…33,1];
- “загрозливий”, якщо РМПС [33…0] [с. 149][3].

Досліджений рівень морального духу є важливим показником для оцінювання базового психологічного захисту, базових психологічних втрат, базової психологічної безпеки, ситуаційної психологічної безпеки особового складу.
Для уніфікації дій та скорочення часу на проведення необхідних розрахунків з оцінювання морально-психологічного стану особового складу розроблено  “Програму автоматизованого розрахунку рівня морально-психологічного стану особового складу” , яка разом з  “Методичними рекомендаціями щодо оцінювання морально-психологічного стану”  у формі окремих файлів додається до  “Методики оцінювання морально-психологічного стану особового складу”  [с. 125–190].

## Інтерпретація результатів оцінювання морально-психологічного стану
Інтерпретація результатів оцінювання морально-психологічного стану є важливою вихідною позицією для прийняття рішення командирами і начальниками на застосування частин і підрозділів для виконання службово-бойових завдань, організації навчання та виховання особового складу.
- “Високий” РМПС  – за рівнем морально-психологічного стану особовий склад до виконання службово-бойових завдань готовий повністю, доцільно залучати на головних напрямках дій і у визначальних елементах бойового порядку.
- “Середній” РМПС  – за рівнем морально-психологічного стану особовий склад до виконання службово-бойових завдань готовий обмежено, доцільно залучати на другорядних напрямках дій і у відповідних елементах бойового порядку.
- “Низький” РМПС  – за рівнем морально-психологічного стану особовий склад до виконання службово-бойових завдань не готовий, доцільно залучати на допоміжних напрямках дій і в аналогічних елементах бойового порядку.
- “Загрозливий” РМПС  – за рівнем морально-психологічного стану особовий склад деморалізований, залучати до виконання службово-бойових завдань не рекомендується [с. 149, 150] [3].